# Fang (Valais)
Pour les articles homonymes, voir Fang.
Fang est une localité du val d'Anniviers, dans le canton du Valais, en Suisse.
Avant la fusion entre les villages de la vallée de 2009, le village faisait partie de la commune de Chandolin.

## Localisation
Le village est situé dans le val d'Anniviers en Suisse et appartient à la commune d'Anniviers en Valais.
Peuplé d'environ vingt habitants, il est divisé en 4 parties, à savoir « Fang d'en-haut », « Fang du milieu » , « Fang d'en-bas » et tout au fond « les mayens de Fang »

## Histoire
Sur le territoire du village se trouve le site archéologique de Tiébagette.